# Casa da Cultura Bi Moreira
A Casa da Cultura Bi Moreira é um edifício histórico da cidade do Lavras, Minas Gerais, Brasil. Atualmente abriga escritórios da Secretaria de Esporte, Lazer, Turismo e Cultura de Lavras.

## Histórico
O belo sobrado do capitão Silvestre Alves de Azevedo foi construído por volta de 1849, quando este era presidente da câmara de Lavras do Funil. Em 12 de março de 1907 seus netos venderam o prédio ao poder público, para ser instalado o Fórum da Comarca de Lavras. A inauguração foi feita em 24 de fevereiro de 1909, pelo juiz dr. Alberto Gomes Ribeiro da Luz, que tem seu nome homenageado na rua que ladeia a Casa da Cultura. 
Ao longo do Século XX, o edifício ainda veria instalado em suas dependências a agência dos correios, radiotelegrafia, prefeitura, Câmara Municipal, biblioteca pública, Secretaria Municipal de Educação, e, finalmente, desde 1984, a Casa da Cultura “Sílvio do Amaral Bi Moreira”.
Em 1999, o famoso casarão da Rua Sant’Ana, n.º 111, foi tombado como Patrimônio Histórico de Lavras. Em 2012 sua fachada começou a ceder, ameaçando com desabamento o fim dessa bela história. Em 2013 o governo do então prefeito Marcos Cherem realizou em uma grande obra de reconstrução e a Casa da Cultura que, estruturalmente recuperada, foi entregue novamente à população para exercício das atividades culturais.
Atualmente ele abriga a Gerência de Cultura do Município, o coral das Meninas Cantoras de Lavras, a Academia Lavrense de Letras, a Associação para Promoção de Arte e Cultura, a Associação Lavrense dos Artesãos e Arte Culinária, o Cineclube de Lavras, além de estar aberta para eventos de toda comunidade lavrense. 